# Olofströms köping
Denna artikel handlar om den tidigare kommunen Olofströms köping. För orten se Olofström. För kommunen, se Olofströms kommun.
Olofströms köping var en tidigare kommun i Blekinge län.

## Administrativ historik
Olofströms köping bildades 1941 genom en utbrytning ur Jämshögs landskommun. 1967 inkorporerades i köpingskommunen Jämshögs och Kyrkhults landskommuner. 1971 ombildades köpingen till Olofströms kommun.
Köpingens församling var Jämshögs församling, som var gemensam med köpingen och Jämshögs landskommun.

## Heraldiskt vapen
Blasonering: I fält av guld en stolpvis ställd svart smideshammare, omgiven av elva i cirkel ordnade svarta rundlar.
Vapnet fastställdes av Kungl Maj:t den 10 augusti 1950. På förslag av Riksheraldikerämbetet beslöt kommunalfullmäktige att använda sig av smideshammaren i Villands härads vapen samt cirklarna i Johan Wilhelm Petrés stångjärnsstämpel. Bokstäverna P.F. kunde inte användas eftersom bokstäver inte får förekomma i ett heraldiskt vapen.

## Geografi
Olofströms köping omfattade den 1 januari 1952 en areal av 27,15 km², varav 25,38 km² land.

### Tätorter i köpingen 1960
I Olofströms köping fanns tätorten Olofström, som hade 6 336 invånare den 1 november 1960. Tätortsgraden i köpingen var då 94,4 procent.

## Politik

### Mandatfördelning i valen 1942–1966
| 3 | 22 |

| 24 |

| 3 | 19 | 3 |

| 23 |

|  | 18 | 3 | 3 |

| 23 |

| 2 | 15 | 4 | 4 |

| 24 |

|  | 15 | 4 | 5 |

| 23 |

|  | 16 |  | 4 | 3 |

| 22 |

| 3 | 19 | 6 | 6 | 6 |

| 37 |